# Steven Saunders (voetballer)
Steven Saunders (Glasgow, 23 februari 1991) is een Schots voetballer (centrale verdediger) die sinds 2008 voor de Schotse eersteklasser Motherwell FC uitkomt.
Saunders speelde sinds 2010 reeds één wedstrijd voor de Schotse U-21. Op 15 november 2010 werd Saunders opgeroepen bij de nationale ploeg. Hij maakte zijn debuut in wedstrijd tegen de Faeröer (3-0 winst), waar hij in de zeventigste minuut inviel voor Phil Bardsley.